# Ab Bar
Āb Bar (farsi آب‌بر) è il capoluogo dello shahrestān di Tarom, circoscrizione Centrale, nella provincia di Zanjan in Iran. Nel 2006 aveva 5 212 abitanti fino ad arrivare a 6 725 abitanti secondo gli ultimi dati relativi al 2011. Si trova nella parte nord-orientale della provincia, a nord-est di Zanjan.